# Тонкачёво (Сасовский район)
Тонкачёво — село в Сасовском районе Рязанской области России. Входит в состав Каргашинского сельского поселения.

## Географическое положение
Село находится в северо-западной части Сасовского района, в 23 километрах к северо-западу от райцентра на реке Сенке.
Ближайшие населённые пункты:

— село Высокое в 4 км к северу по грунтовой дороге;

— село Мокрое в 2,5 км к востоку по грунтовой дороге;

— село Чубарово в 1,5 км к югу по гравийной дороге;

— село Церлёво в 6 км к западу по грунтовой песчаной дороге;

— деревня Ивановка в 3,5 км к северо-западу по гравийной дороге.
Ближайшая железнодорожная станция Сасово в 23 км к юго-востоку по гравийной и асфальтированной дороге.

## Природа

#### Климат
Климат умеренно континентальный с умеренно жарким летом (средняя температура июля +19 °С) и относительно холодной зимой (средняя температура января −11 °С). Осадков выпадает около 600 мм в год.

#### Гидрография
Село расположено на правом берегу небольшой речки Сенка.

## История
С 1861 года деревня Тонкачёво входила в Мокринскую волость Елатомского уезда Тамбовской губернии.
С 2004 года и до настоящего времени село входит в состав Каргашинского сельского поселения.
До этого момента входило в Чубаровский сельский округ.

## Население
| 1981 | 2007 | 2010 |
| ---- | ---- | ---- |
| 60   | ↘8   | ↘7   |

## Известные уроженцы
- Дивеев, Осман Саидович[тат.] (1895–1938) — народный комиссар юстиции Крымской АССР.[4]

## Инфраструктура

#### Дорожная сеть
От автодороги Чубарово — Ивановка отходит ответвление (покрытие гравий) и по деревянному мосту соединяет село с сетью дорог.
Проезжая часть улиц села не имеет покрытия.

#### Инженерная инфраструктура
Электроэнергию село получает по транзитной ЛЭП 10 кВ от подстанции 35/10 кВ «Каргашино».